# فرکانس متر

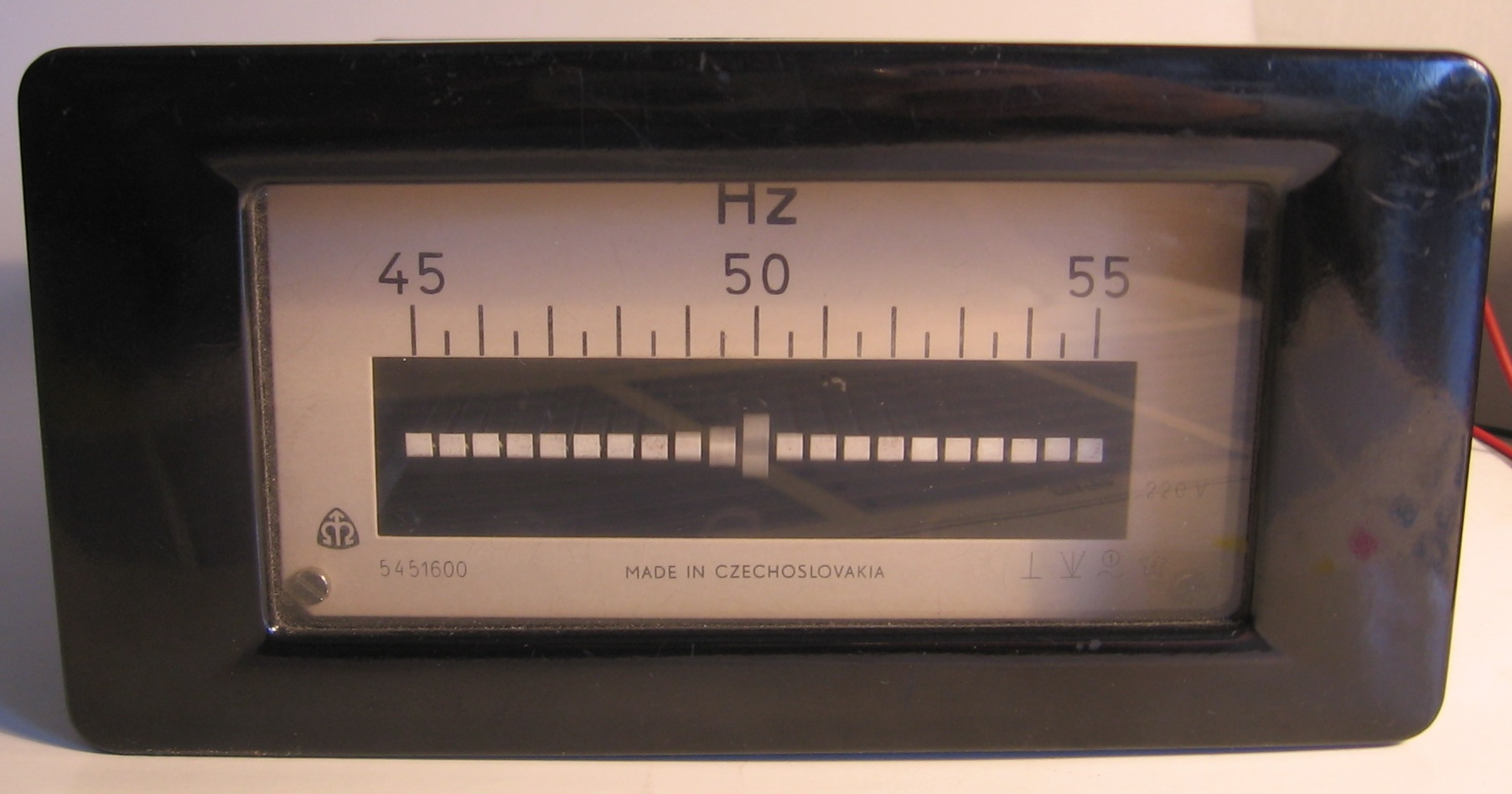
فرکانس سنج الکترومغناطیسی رزونانس مکانیکی - در تصویر فرکانس توان 49.9 هرتز اندازه گیری و نشان داده شده است.

فرکانس متر (انگلیسی: Frequency meter) وسیله‌ای برای اندازه‌گیری بسامد یک سیگنال تناوبی است.

## انواع
فرکانس متر سه نوع دارد که عبارت‌اند از:
1. فرکانس مترهای عقربه‌ای یا آنالوگ
2. فرکانس مترهای ارتعاشی
3. فرکانس مترهای دیجیتالی